# Ramazanoğulları
Els Ramazànides, en turc Ramazanoğulları, formen una dinastia turcman del període dels beilicats a Anatòlia (1378-1608). Va estendre el seu poder per l'antiga Cilícia entorn d'Adana i Tars. Ramazan, l'epònim de la dinastia era d'origen oghuz, però el primer a regnar efectivament a Cilícia amb Adana per a capital fou el seu fill İbrahim I. Aquest darrer va ajudar els Karamànides i els Dulkadírides a combatre els mamelucs. La posició dels Ramazànides oscil·larà entre el suport als mamelucs i el dels karamànides amb una tendència a ser més aviat del costat mameluc. Llavors, formen un estat tampó entre els otomans i els mamelucs. El 1516, el sultà otomà Selim I es va posar en campanya per combatre els mamelucs a Síria. Els Ramazànides s van haver de sotmetre a la sobirania feudal otomana, però continuaren sent governadors des d'Adana fins a 1608. La regió fou llavors una província de l'Imperi Otomà amb un governador designat per Constantinoble.

## Història
El regne d'Armènia Menor era un petit estat fundat en Cilícia, al sud-est d'Anatòlia, per refugiats armenis fugint de la invasió seljúcida d'Armènia. Aquest petit regne va restar enclavat a l'imperi seljúcida a la frontera oriental del Soldanat de Rum fins a la seva desaparició el 1307. Va fer front llavors als primers beilicats d'Anatòlia. Quan el beg dels Karaman-oğlu Hacı Sûfi Burhâneddin Musa Bey (1352-1356) tornà del seu pelegrinatge a la Meca sota la protecció del sultà mameluc An-nâsir Muhammad Ben Qalâ'ûn, partidaris del rei de la Petita Armènia intentaren fer-lo presoner. Els mamelucs van castigar aquesta temptativa amb el saqueig de Cilícia. A la fi del segle xiv, la Petita Armènia fou envaïda pels mamelucs. La caiguda de Sis (actualment Kozan l'abril del 1375, posa final al regne. El seu darrer sobirà, Lleó VI d'Armènia fou capturat i empresonat al Caire, i després alliberat contra rescat; morí a l'exili a París el 1393, després d'haver cridat vanament a una nova croada. Els mamelucs havien conquerit la Cilícia, però van ser incapaços de mantenir-s'hi. Les tribus turques (i dins d'aquestes el clan dels ramazànides) aprofitaren per instal·lar-se en la regió.
Ramazan fundador de la dinastia dels ramazànides és esmentat des de 1353, quan es va instal·lar a Elbistan

### Sârimeddin İbrahim I
El 1378, Ramazan va morir i el seu fill Sârimeddin İbrahim el va succeir. Prengué Adana i en va fer la seva capital el 1381. Va ajudar els karamànides i els dulkadírides en els seus combats contra els mamelucs. És en el transcurs d'aquests combats que va morir el 1383.

### Şihabeddin Ahmed
Şihabeddin Ahmed era el germà d'İbrahim I i el va succeir, tenint un llarg regnat de 33 anys. Contràriament al seu germà, fou més aviat favorable als mamelucs. Els otomans foren vençuts per Tamerlà (1402) i els mamelucs semblaven més en posició de defensar el principat. El 1410, Ahmed va fer un viatge al Caire.
El 1415, després d'un setge de set mesos, Ahmed va ocupar Tars als karamànides. Va estendre el seu domini a les ciutats de Sis (actualment Kozan i a Ayas
Va morir el 1416. Deixà suposadament tres fills İbrahim, Hamza i Mehmed, que es disputaren el tron. El tercer fill Mehmed, no se sap del cert si era fill d'Ahmed.

### Els fills d'Ahmed
İbrahim va agafar el títol del seu avi: Sârimeddin. Era el gendre del karamànide Sultanzâde Nâsıreddin II Mehmed Bey (Gıyâseddin) (1402-1419). Va ocupar el càrrec de beg a Tars de 1416 a 1418. El sultà mameluc Al-Muàyyad Xaykh va sortir d'Egipte cap a Anatòlia. Els karamànides es replegaren a les muntanyes deixant İbrahim tot sol. El karamànida Nâsreddin II Mehmed fou capturat pels mamelucs i portat a Egipte. El 1418, İbrahim fou desposat i reemplaçat pel seu germà İzzeddin Hamza. İbrahim
fou executat al Caire el 15 de desembre de 1427. Hamza fou tanmateix mort el 1429. Mehmed, el suposat tercer fill d'Ahmed, va regnar llavors fins a 1435.

### Eylük, Dündar i Ömer
Eylük va succeir al seu pare Mehmed. Morí assassinat. El va succeir Dündar (potser fill d'Eylük). El principat veí dels fulkadírides, coneixia un període d'inestabilitat. Després de l'assassinat de Malik Arslan (1466), es van enfrontar els seus dos germans més joves Şahbudak i Şehsuvar, que aspiren tots dos al tron. Şehsuvar tenia el suport del sultà otomà Mehmet II, mentre que llavors que Şahbudak a la preferència del sultà mameluc Qaitbay. Dündar va donar suport a Şehsuvar i van cridar en la seva ajuda als otomans per protegir-se d'una invasió mameluca en favor de Şahbudak.
Ömer va succeir a Dündar (del que probablement era cosí germà i net de Mehmed). Davud el germà de Ömer fou mort en combat prop de Diyarbekir (i fou enterrat a Alep) el 1480. Ömer fou fet presoner pels otomans el 1485 i executat.

### Halil, Mahmud i Selim
Els dos fills de Davud, de noms Garseddin Halil, i Mahmud els que van ocupar el tron posteriorment. Halil va morir en combat l'agost del 1510 segons acredita una inscripció funerària a Adana.
Mahmud va patir la sobirania feudal otomana, i va residir a Istanbul els anys 1514-1516. Selim un fill de Ömer va regnar breument. Mahmud retornà a Adana però sota la tutela otomana. Va combatre els mamelucs al costat dels otomans. Va morir el 22 de gener de 1517 en el transcurs d'una batalla entre el darrer sultà mameluc Al-Àixraf Tuman-bay i el sultà otomà Selim I.

### Kubad i Piri Mehmed
Dos fills d'Halil, Kubad i després Piri Mehmed el van succeir. Halil i els seus fills deixaren importants construccions. La més significativa d'aquestes construccions és el complex format de les dues mesquites Akça Mescit i Ulu Camii, i la mesquita Ya Camii (Eski Camii). Piri Mehmed, que va deixar un diwan de poesies, va morir el 1568 a Adana. El seu fill Derviş va ser durant la vida del seu pare mutaserrif de Tars i a la seva mort va governar a Adana, i va morir jove el 1569 o el 1578 i el va succeir el seu germà Ibrahim III que era sandjakbegi d'Aintab. Va morir el 1586 o 1589. El seu fill Mehmed i el fill d'aquest Pir Mansur, van conservar encara algun poder fins al 1608.
La posició de la planura de Cilícia (avui Çukurova) en el camí del pelegrinatge a la Meca i sobre una important carretera comercial, va afavorir el desenvolupament econòmic de la regió durant el regnat dels ramazànides.

## La dinastia

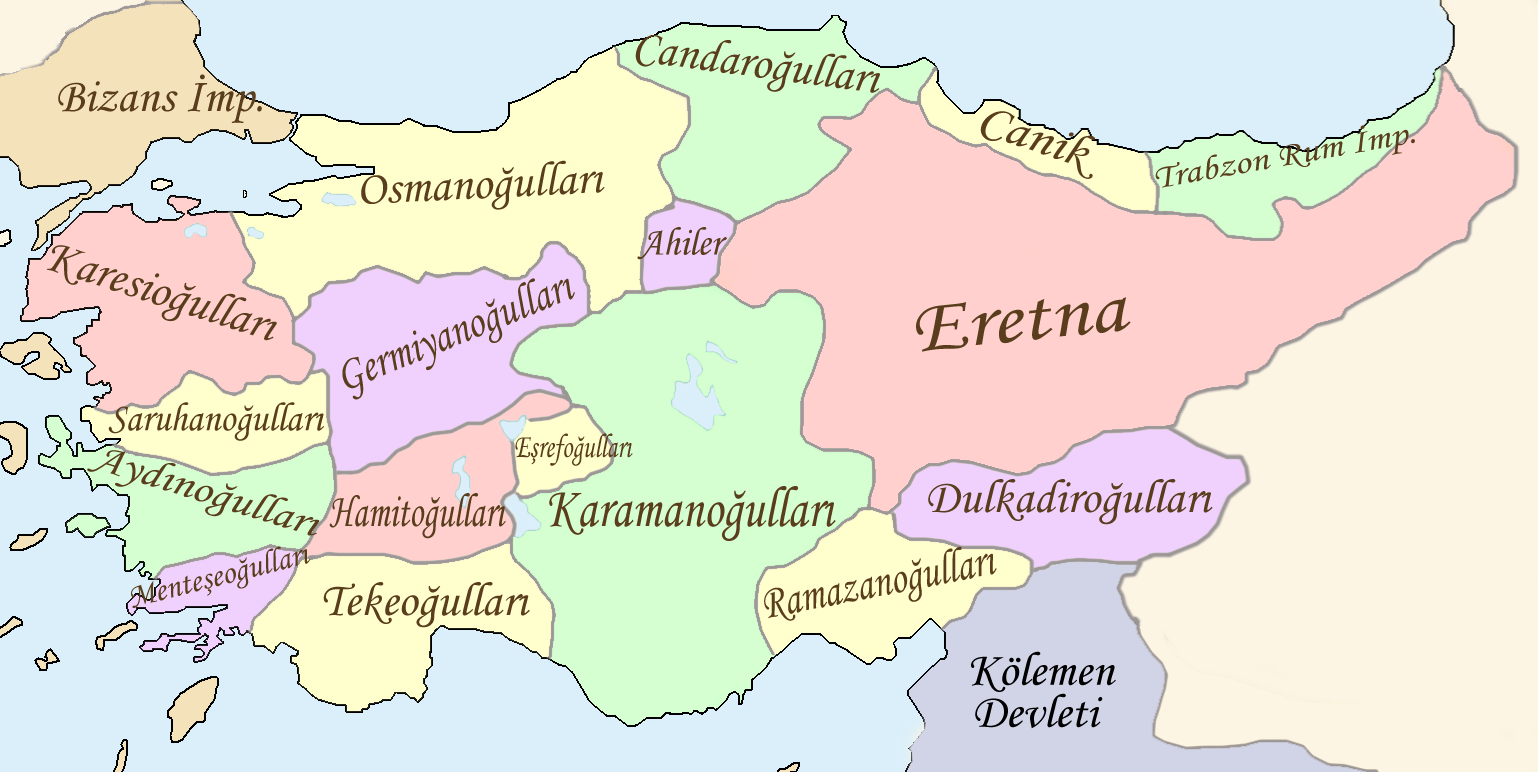
Mapa dels beilicats d'Anatòlia formats després de la batalla del Kösedağ el 26 de juny de 1243

| 1353-1378 | Ramadhan                | Ramazan            |                                     | Fundador de la dinastia esmentat el 1353. |
| 1378-1383 | Sârim al-Dîn Ibrahim I  | Sârimeddin İbrahim | Ramazan                             |                                           |
| 1383-1416 | Shihâb al-Dîn Ahmad     | Şihabeddin Ahmed   | Ramazan                             |                                           |
| 1416-1418 | Sârim al-Dîn Ibrahim II | İbrahim II         | Ahmed                               |                                           |
| 1418-1429 | `Izz al-Dîn Hamza       | İzzeddin Hamza     | Ahmed                               |                                           |
| 1429- ?   | Muhammad I              | Mehmed             | Ahmed ?                             |                                           |
| ? - ?     |                         | Eylük              | Mehmed ?                            |                                           |
| ?- ?      |                         | Dündar             | Eylük ?                             |                                           |
| ? -1485   | `Umar                   | Ömer               | İbrahim fill de Mehmed              |                                           |
| 1485-1510 | Ghars al-Dîn Khalîl     | Garseddin Halil    | Davud fill d'İbrahim fill de Mehmed |                                           |
| 1510-1516 | Mahmûd                  | Mahmud             | Davud fill d'İbrahim fill de Mehmed | Sota sobirania otomana a partir de 1510   |
| 1514-1516 | Selîm                   | Selim              | Ömer                                |                                           |
| 1517-1520 | Qubâdh                  | Kubad              | Halil                               |                                           |
| 1520-1568 | Pîrî Muhammad           | Piri Mehmed        | Halil                               |                                           |
| 1568-1569 | Darwîsh                 | Derviş             | Piri Mehmed                         |                                           |
| 1569-1589 | Ibrahim III             | İbrahim            | Piri Mehmed                         |                                           |
| 1589-1594 | Muhammad II             | Mehmed             | İbrahim III                         |                                           |
| 1594-1608 | Pîr Mansûr              | Pir Mansur         | Mehmed II                           | Annexió à l'Imperi Otomà el 1608.         |